# Jakob Steiner

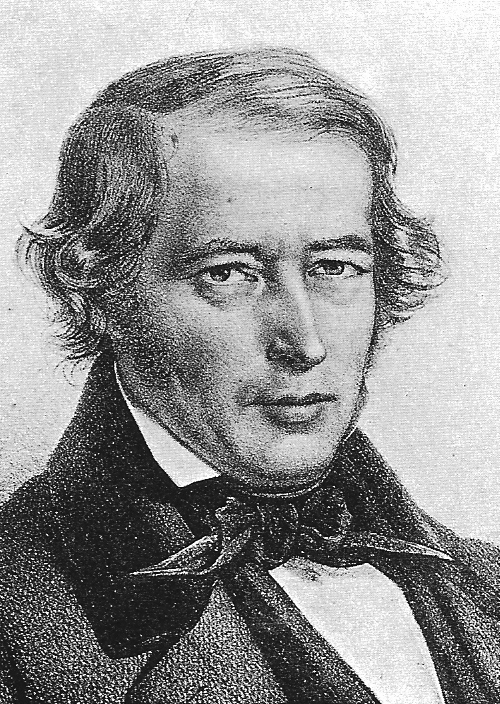
Jakob Steiner

Jakob Steiner (ur. 18 marca 1796 w Utzenstorf, zm. 1 kwietnia 1863 w Bernie) – szwajcarski matematyk. Został uznany najlepszym geometrą od czasów Apoloniusza z Pergi.

## Życiorys
Edukację szkolną rozpoczął w wieku 18 lat. Studiował na uniwersytetach w Heidelbergu i Berlinie, w 1832 roku został doktorem honorowym Uniwersytetu Albrechta w Królewcu, a w 1834 na Uniwersytecie Friedricha-Wilhelma w Berlinie została utworzona dla niego katedra geometrii. Sformułował twierdzenie mechaniki i wytrzymałości materiałów, twierdzenie Steinera.